# 安田悠馬
安田 悠馬（やすだ ゆうま、2000年3月3日 - ）は、兵庫県神戸市須磨区出身のプロ野球選手（捕手）。右投左打。東北楽天ゴールデンイーグルス所属。

## 経歴

### プロ入り前
高校野球の指導者である父の影響で、幼少期より野球を始める。
神戸市立妙法寺小学校時代は妙法寺少年野球部に所属し、神戸市立横尾中学校時代は軟式野球部に所属して神戸市の大会で優勝している。
神戸市立須磨翔風高等学校では1年夏からベンチ入りし、2年春から主に一塁手でプレーした。高校通算5本塁打。高校時代の1学年上に才木浩人がいた。
高校卒業後は愛知大学に進学。入学直後の2018年春季リーグ戦から主に指名打者として出場し、打率.267、5打点で新人賞を受賞。1年秋の名城大学戦では栗林良吏から両翼99.1mの瑞穂野球場の右翼席中段にリーグ戦初本塁打を放ち、2年夏の東海理化とのオープン戦では立野和明から本塁打を放つなど、下級生時から長打力を発揮した。3年春からは捕手兼任。4年秋の名古屋学院大学戦では推定飛距離130mの本塁打を記録。大学通算32本塁打。
2021年10月11日に行われたドラフト会議にて、東北楽天ゴールデンイーグルスから2位指名を受け、11月14日に契約金7000万円、年俸1100万円で入団に合意した（金額は推定）。背番号は55。

### 楽天時代
2022年3月25日に楽天生命パーク宮城で行われた千葉ロッテマリーンズとの開幕戦に「8番・捕手」として先発。球団史上初新人捕手の開幕戦先発となった。同カードの27日に佐々木朗希159キロの直球を左前に運びプロ初安打を記録し、初めてのヒーローインタビューも経験した。開幕4戦目となった3月29日のオリックス・バファローズ戦（京セラドーム大阪）では同年の新人第1号となるソロ本塁打を記録した。しかし、3月31日にPCR検査で新型コロナウイルスの陽性判定を受け、NPBの特例2022に基づいて登録抹消された。その後5月4日の西武との二軍戦で左人差し指を骨折して、9月17日に一軍復帰したが、復帰後はスタメンマスクを1試合も被ることなくシーズン終了を迎え、打率.200、1本塁打、1打点の成績に終わり、オフには現状維持となる推定年俸1100万円で契約を更改した。
2023年も3月20日の北海道日本ハムファイターズ戦（エスコンフィールドHOKKAIDO）で開幕マスクを任され、田中将大とバッテリーを組む。4月14日の福岡ソフトバンクホークス戦（楽天モバイルパーク）では、2回同点の場面で和田毅から右翼へ勝ち越しの3点本塁打を放ち、本拠地で初めて本塁打を記録した。最終的に53試合に出場し、打率.218、3本塁打、7打点を記録。オフに、200万円増となる推定年俸1300万円で契約を更改した。
2024年年は前年より少ない34試合出場にとどまり、打率.262、2本塁打、9打点を記録。一方でイースタン・リーグでは90試合に出場し、打率.281、6本塁打、出塁率.383を記録、自身初の二軍タイトルとなる最高出塁率を獲得した。
2025年は、中耳炎の手術により一時離脱していたが、3月12日に一軍に再合流した。しかし14日の横浜DeNAベイスターズとのオープン戦でファウルを打った際に右手を負傷し、21日に都内の病院で「右有鉤骨鉤疲労骨折に対する摘出術」を受けた。

## 選手としての特徴
大学通算32本塁打の長打力が武器。二塁送球のタイムは最速1.76秒。

## 人物
プロ入り前は風貌が松井秀喜に似ていることに加え、須磨翔風高校時代の青色のピンストライプのユニホームにちなんで「青ゴジラ」と呼ばれていた。楽天入団後もユニフォームの色にちなみ、「エンジゴジラ」と呼ばれたいと語っている。

## 詳細情報

### 年度別打撃成績
| 年 度     | 球 団     | 試 合 | 打 席 | 打 数 | 得 点 | 安 打 | 二 塁 打 | 三 塁 打 | 本 塁 打 | 塁 打 | 打 点 | 盗 塁 | 盗 塁 死 | 犠 打 | 犠 飛 | 四 球 | 敬 遠 | 死 球 | 三 振 | 併 殺 打 | 打 率 | 出 塁 率 | 長 打 率 | O P S |
| --------- | --------- | ----- | ----- | ----- | ----- | ----- | -------- | -------- | -------- | ----- | ----- | ----- | -------- | ----- | ----- | ----- | ----- | ----- | ----- | -------- | ----- | -------- | -------- | ----- |
| 2022      | 楽天      | 5     | 12    | 10    | 2     | 2     | 0        | 0        | 1        | 5     | 1     | 0     | 0        | 0     | 0     | 2     | 0     | 0     | 4     | 1        | .200  | .333     | .500     | .833  |
| 2023      | 楽天      | 53    | 127   | 110   | 7     | 24    | 2        | 0        | 3        | 35    | 7     | 0     | 0        | 0     | 0     | 16    | 0     | 1     | 25    | 5        | .218  | .323     | .318     | .641  |
| 2024      | 楽天      | 34    | 128   | 122   | 12    | 32    | 6        | 0        | 2        | 44    | 9     | 0     | 0        | 0     | 0     | 6     | 0     | 0     | 38    | 1        | .262  | .297     | .361     | .658  |
| 通算：3年 | 通算：3年 | 92    | 267   | 242   | 21    | 58    | 8        | 0        | 6        | 84    | 17    | 0     | 0        | 0     | 0     | 24    | 0     | 1     | 67    | 7        | .240  | .311     | .347     | .658  |

- 2024年度シーズン終了時

### 年度別守備成績
捕手守備
| 年 度 | 球 団 | 捕手  | 捕手  | 捕手  | 捕手  | 捕手  | 捕手     | 捕手  | 捕手     | 捕手     | 捕手     | 捕手     |
| 年 度 | 球 団 | 試 合 | 刺 殺 | 補 殺 | 失 策 | 併 殺 | 守 備 率 | 捕 逸 | 企 図 数 | 許 盗 塁 | 盗 塁 刺 | 阻 止 率 |
| ----- | ----- | ----- | ----- | ----- | ----- | ----- | -------- | ----- | -------- | -------- | -------- | -------- |
| 2022  | 楽天  | 5     | 24    | 1     | 0     | 0     | 1.000    | 1     | 3        | 3        | 0        | .000     |
| 2023  | 楽天  | 45    | 161   | 26    | 1     | 2     | .995     | 2     | 17       | 13       | 4        | .235     |
| 2024  | 楽天  | 14    | 51    | 6     | 0     | 2     | 1.000    | 0     | 4        | 3        | 1        | .250     |
| 通算  | 通算  | 64    | 236   | 33    | 1     | 4     | .996     | 3     | 24       | 19       | 5        | .208     |

内野守備
| 年 度 | 球 団 | 一塁  | 一塁  | 一塁  | 一塁  | 一塁  | 一塁     |
| 年 度 | 球 団 | 試 合 | 刺 殺 | 補 殺 | 失 策 | 併 殺 | 守 備 率 |
| ----- | ----- | ----- | ----- | ----- | ----- | ----- | -------- |
| 2023  | 楽天  | 1     | 2     | 0     | 0     | 0     | 1.000    |
| 2024  | 楽天  | 2     | 5     | 0     | 0     | 0     | 1.000    |
| 通算  | 通算  | 3     | 7     | 0     | 0     | 0     | 1.000    |

- 2024年度シーズン終了時[注 1]

### 記録
初記録
- 初出場・初先発出場：2022年3月25日、対千葉ロッテマリーンズ1回戦（楽天生命パーク宮城）、8番・捕手で先発出場
- 初打席：同上、3回裏に石川歩から空振り三振
- 初安打：2022年3月27日、対千葉ロッテマリーンズ2回戦（楽天生命パーク宮城）、3回裏に佐々木朗希から左前安打
- 初本塁打・初打点：2022年3月29日、対オリックス・バファローズ1回戦（京セラドーム大阪）、5回表に田嶋大樹から右越ソロ

### 背番号
- 55（2022年 - ）